# Jan Fryderyk

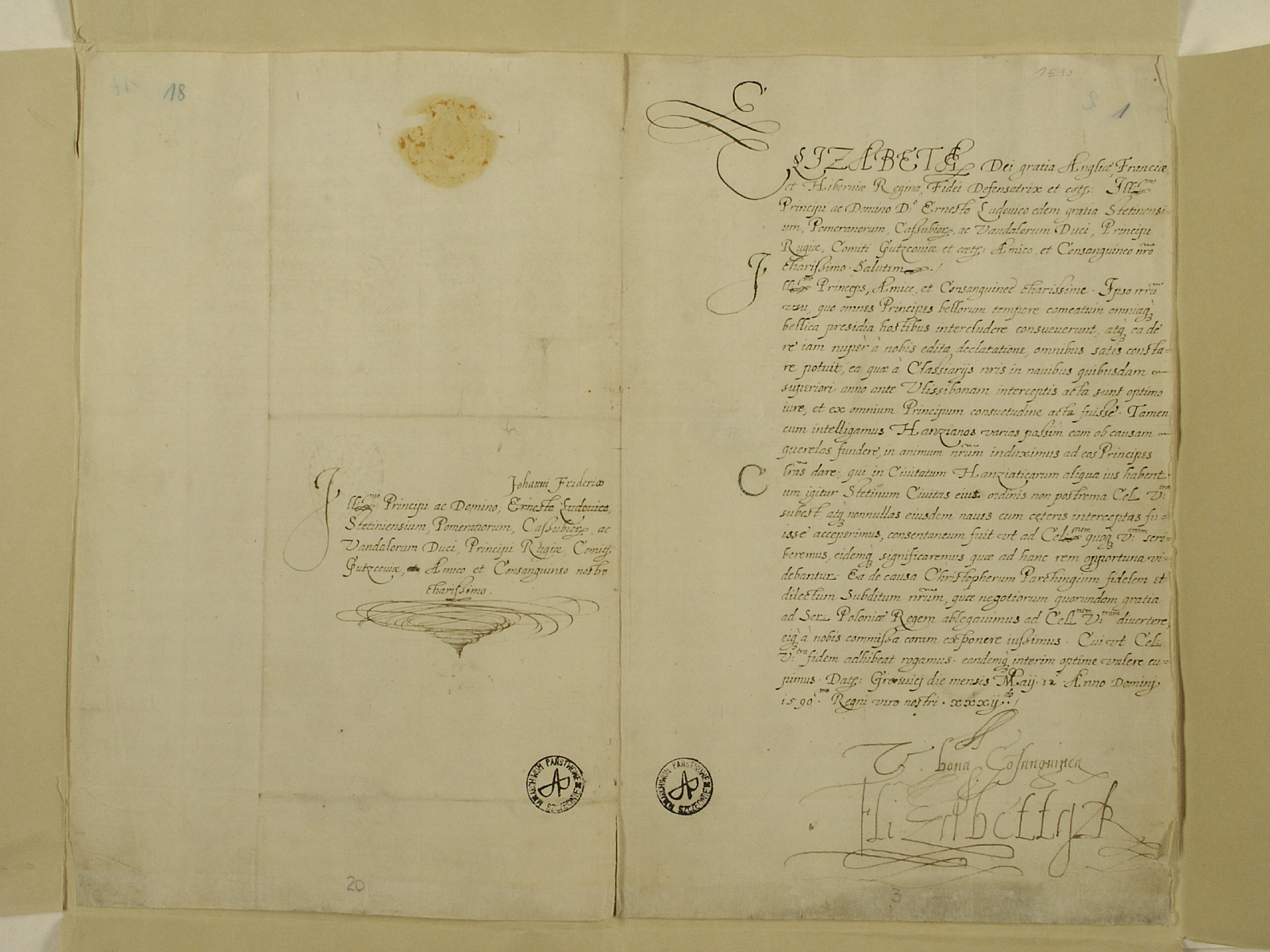
List królowej Elżbiety do ks. Jana w sprawie zatrzymania okrętów pomorskich 15.05.1590

Jan Fryderyk zwany Mocnym (ur. 27 sierpnia 1542 w Wołogoszczy, zm. 9 lutego 1600 tamże) – w latach 1560–1569 książę wołogoski (wraz z bratem Bogusławem XIII), od 1569 książę szczeciński, w latach 1557–1574 biskup kamieński, syn Filipa I z dynastii Gryfitów.

## Życie i panowanie
Był drugim dzieckiem i zarazem drugim synem (najstarszym, który dożył wieku dojrzałego) Filipa I, księcia pomorskiego, szczecińskiego i wołogoskiego oraz Marii saskiej. Imiona otrzymał po bracie matki, elektorze saskim Janie Fryderyku I. Kapituła kamieńska 29 sierpnia 1556 wybrała go na urząd (pierwszego świeckiego) biskupa kamieńskiego. Diecezję objął ostatecznie 15 czerwca 1557. Po objęciu tego stanowiska był w latach 1558–1560 studentem na uniwersytecie w Greifswaldzie. Po zaledwie dwóch latach przerwał je, by objąć po zgonie ojca władzę w Księstwie Wołogoskim pod regencją matki i stryja Barnima IX Pobożnego a także krewnych, tj. księcia saskiego na Gotha Jana Fryderyka II oraz Wolfganga, księcia anhalckiego na Köthen. Następnie książę przez dwa lata przebywał na dworze cesarza w Wiedniu, po czym w 1567 objął samodzielne rządy w Księstwie Wołogoskim wraz z bratem Bogusławem XIII. W wyniku zrzeczenia się 4 kwietnia 1569 przez stryja Barnima IX Pobożnego Księstwa Szczecińskiego Jan Fryderyk objął je i panował w nim aż do śmierci, ponieważ także w podziale z 23 lipca 1569 przypadło mu ono w udziale. W 1574 zrezygnował z biskupstwa kamieńskiego, przekazując je najmłodszemu z braci – Kazimierzowi VII.
W 1570 był gospodarzem wielkiego kongresu pokojowego w Szczecinie, który zakończył I wojnę północną z udziałem Polski, Danii, miast hanzeatyckich, Szwecji i Rosji; skutecznie wystąpił w imieniu cesarza jako pośrednik w rokowaniach. Jednak koszty kongresu i krach finansowy spowodowany bankructwem w 1572 wielkiego domu bankowego Loitzów zrujnowały księstwo. Jednym z wierzycieli, którzy nie spłacali długu, była Polska. Mimo to w latach 1575–1577 Jan Fryderyk m.in. przebudował w renesansowym stylu Zamek Książąt Pomorskich w Szczecinie i Słupsku. Był znanym mecenasem nauki. Utrzymywał bliskie kontakty z Polską.
Jan Fryderyk zmarł po długiej chorobie, trwającej od 1593, 9 lutego 1600 w Wołogoszczy, dokąd przybył pod koniec stycznia. Ciało zostało przewiezione do Szczecina 13/14 lutego 1600 i złożone w grobie, w kościele zamkowym pod wezwaniem św. Ottona 15 marca 1600. Księstwo Szczecińskie w trudnej sytuacji finansowej (książęce zadłużenie wyniosło 300 000 guldenów) przejął brat Barnim X Młodszy.

## Plany małżeńskie. Rodzina
Początkowo (około 1560/1561) zamierzano na dworze polskim wydać za ówczesnego księcia wołogoskiego najmłodszą z sióstr Zygmunta II Augusta – Katarzynę, co mogłoby ułatwić objęcie przez Gryfitę tronu polskiego po śmierci ostatniego Jagiellona. Jednak wobec niemożności uzgodnienia wspólnego stanowiska (strona polska wymagała od władcy pomorskiego udzielenia jej pożyczki, strona pomorska zaś godziła się ją dać jedynie pod zastaw dóbr w Prusach Królewskich) do finalizacji rozmów nie doszło.
Ostatecznie Jan Fryderyk, po konsultacjach z bratem Bogusławem XIII 5 kwietnia 1569 i podpisaniu układu małżeńskiego oraz zaręczynowego 5 czerwca tegoż roku w Zechlinie, ożenił się 17 lutego 1577 na zamku szczecińskim z młodszą o prawie 19 lat Erdmutą Brandenburską (1561–1623), córką Jana Jerzego, elektora brandenburskiego i Sabiny, margrabianki na Ansbach. Małżeństwo to było bezpotomne, a stosunki między małżonkami nie układały się najlepiej, co zdaje się potwierdzać naturalne potomstwo księcia.
Z nieznanej z imienia konkubiny miał jedno, poświadczone źródłowo dziecko, tj.
- NN, córkę (ur. przed 1585, zm. ?) – żonę książęcego kamerdynera Hansa Rambowa (1564–1613)[11].

### Genealogia
| Jerzy I pomorski ur. 11 IV 1493 zm. na przeł. 9/10 V 1531 | Jerzy I pomorski ur. 11 IV 1493 zm. na przeł. 9/10 V 1531 |                                                     |                                                     | Amelia reńska ur. 25 VII 1490 zm. 6 I 1525 | Amelia reńska ur. 25 VII 1490 zm. 6 I 1525 |  |  | Jan ur. ? zm. ?m | Jan ur. ? zm. ?m |                                                   |                                                   | Małgorzata (Anhalt) ur. ? zm. ? | Małgorzata (Anhalt) ur. ? zm. ? |
|                                                           |                                                           |                                                     |                                                     |                                            |                                            |  |  |                  |                  |                                                   |                                                   |                                 |                                 |
|                                                           |                                                           |                                                     |                                                     |                                            |                                            |  |  |                  |                  |                                                   |                                                   |                                 |                                 |
|                                                           |                                                           | Filip I wołogoski ur. 14/15 VII 1515 zm. 14 II 1560 | Filip I wołogoski ur. 14/15 VII 1515 zm. 14 II 1560 |                                            |                                            |  |  |                  |                  | Maria saska ur. 15 XII 1516 zm. w okr. 5–7 I 1583 | Maria saska ur. 15 XII 1516 zm. w okr. 5–7 I 1583 |                                 |                                 |
|                                                           |                                                           |                                                     |                                                     |                                            |                                            |  |  |                  |                  |                                                   |                                                   |                                 |                                 |
|                                                           |                                                           |                                                     |                                                     |                                            |                                            |  |  |                  |                  |                                                   |                                                   |                                 |                                 |
|                                                           |                                                           |                                                     |                                                     |                                            |                                            |  |  |                  |                  |                                                   |                                                   |                                 |                                 |

|  |  | 1 Erdmuta Brandenburska ur. 26 VI 1561 zm. 13 XI 1623 OO 17 II 1577 | 1 Erdmuta Brandenburska ur. 26 VI 1561 zm. 13 XI 1623 OO 17 II 1577 | Jan Fryderyk (ur. 27 VIII 1542, zm. 9 II 1600) | Jan Fryderyk (ur. 27 VIII 1542, zm. 9 II 1600) | 2 NN konkubina ur. ? zm. ? | 2 NN konkubina ur. ? zm. ? |  |  |
|  |  |                                                                     |                                                                     |                                                |                                                |                            |                            |  |  |
|  |  |                                                                     |                                                                     |                                                | 2                                              |                            |                            |  |  |
|  |  |                                                                     |                                                                     |                                                |                                                |                            |                            |  |  |
|  |  |                                                                     |                                                                     | NN, córka ur. najp. ok. 1585 zm. ?             |                                                |                            |                            |  |  |

### Opracowania
- Kazimierz Kozłowski, Jerzy Podralski, Gryfici. Książęta Pomorza Zachodniego, Szczecin: Krajowa Agencja Wydawnicza, 1985, ISBN 83-03-00530-8, OCLC 189424372. Brak numerów stron w książce
- Edward Rymar, Rodowód książąt pomorskich, Szczecin: Książnica Pomorska im. Stanisława Staszica, 2005, ISBN 83-87879-50-9, OCLC 69296056. Brak numerów stron w książce

### Opracowania online
- v. Bülow, Johann Friedrich, Herzog von Pommern-Stettin (niem.) [w:] NDB, ADB Deutsche Biographie (niem.), [dostęp 2012-04-05].
- Scheil U., Barnim IX. (XI.) Herzog von Pommern-Stettin (niem), [w:] NDB, ADB Deutsche Biographie (niem.), [dostęp 2012-04-05].

### Literatura dodatkowa (opracowania)
- Zygmunt Boras, Książęta Pomorza Zachodniego, Poznań: Wydaw. Naukowe Uniwersytetu im. Adama Mickiewicza, 1996, ISBN 83-232-0732-1, OCLC 830122949. Brak numerów stron w książce
- Rymar E., Rodowód książąt pomorskich, T. II, Szczecin 1995, ISBN 83-902780-0-6.

### Literatura dodatkowa (online)
- Madsen U., Johann Friedrich (niem.), [dostęp 2012-04-05].